# Bostoen
Bostoen is een Belgische projectontwikkelaar met circa 250 werknemers en hoofdzetel te Sint-Denijs-Westrem. Het bedrijf heeft een eigen bouwbedrijf in Drongen. Het heeft een dochteronderneming in Wallonië, Jumatt.

## Geschiedenis
In 1973 werd Bostoen opgericht door Francis Bostoen, en door de jaren heen groeide het familiebedrijf stelselmatig uit tot vaste waarde in de Vlaamse bouwsector.
Vanaf 2009 nam de firma zich voor enkel nog passiefhuizen te bouwen en daarvoor werd het beloond met de Eco Award 2012. Vanwege teleurstellende resultaten na de verminderde subsidiëring van zonnepanelen, werd in maart 2013 beslist om de ambitie te verlagen tot 70 procent passiefwoningen en zeer energiezuinige woningen. Ondertussen bouwt Bostoen voornamelijk woonprojecten en appartementen, onder leiding van CEO Johan De Vlieger. 

## Erkenning
In 2012 ontving Bostoen de Eco Award uit handen van de toenmalige staatssecretaris voor leefmilieu, Melchior Wathelet. Deze prijs wordt toegekend aan de onderneming die op bouwbeurs Batibouw het meest milieuvriendelijke product voorstelt of de meest opvallende nieuwe ecologische productiemethode hanteert.